# Parroquia de Saint George Basseterre
Saint George Basseterre es una de las nueve parroquias de la isla de San Cristóbal, que junto con las cinco parroquias de la isla Nieves forman parte de las catorce parroquias administrativas que componen la Federación de San Cristóbal y Nieves. Es la parroquia más grande después de Saint James Windward. Es en gran medida la parroquia más popular de la federación, poseyendo casi un tercio de la población del país. En ella se encuentra la ciudad de Basseterre, capital de San Cristóbal y Nieves. Su línea costera es la más larga de todas las parroquias del país.

## Territorio
Los veintiocho kilómetros cuadrados de esta parroquia ofrecen el terreno más diverso que se pueda encontrar en cualquier otra subdivisión en el país. La parte norteña de Saint George Basseterre abarca el gran valle de Basseterre, uno de los puntos más fértiles en la isla. Las porciones centrales y meridionales de la parroquia constituyen la península suroriental de Saint Kitts, y tienen un clima árido. Se compone de colinas erosionadas, de espeza vegetación, las charcas saladas y las playas de arena blanca. La charca más grande, Great Salt Pond, cubre 7,8 km². Una milla costa afuera, en el centro del canal que separa isla Booby de las costas de San Cristóbal y Nieves, una isla rocosa demandada no oficialmente por Saint George Basseterre ni por Saint James Windward.

## Localidades
La ciudad capital de San Cristóbal y Nieves, Basseterre, está situada en la costa de la bahía de Basseterre (Spawnapuss), pero la ciudad también se estira hacia el norte en la parroquia de Saint Peter Basseterre. La localización es ideal, pues es la congregación de las 4 carreteras principales de la isla. Otros establecimientos de la parroquia actúan como suburbios de la ciudad. Algunos de los suburbios son Frigate Bay, Mattingley, Bird Rock, Harbour View and New Road. Las regiones agrícolas ricas que rodean Basseterre se cultivan densamente, principalmente de frutas y vegetales para el consumo local, para los hoteles y cruceros.

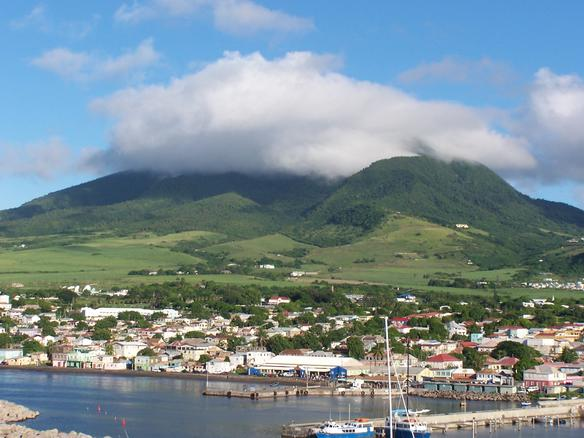
Vista de la ciudad capital de la parroquia y del país, Basseterre.

Saint Kitts al ser poseedor de arenas blancas, y de la península suroriental de Saint George hace que Basseterre sea el centro para la industria del turismo del país. Actualmente, casi todo el desarrollo del turismo está en la ciudad Frigate Bay, situada idealmente en un istmo estrecho con 2 playas finas (una en el lado del Caribe y una en el lado atlántico) en una distancia de 5 minutos a pie una de la otra. Es también hogar del campeonato de golf de Saint Kitts.
Otros pueblos:
- Bird Rock
- Frigate Bay

## Economía
Santo George Basseterre es el corazón económico de San Cristóbal y Nieves, y es de importancia significativa a la mayor área del Caribe del este. La mayoría de la gente nacida en la isla Saint Kitts y también muchos de Nevis trabajan en Baseterre. Basseterre es un centro financiero regional, hogar a las jefaturas del Caribe del este, del banco central, así como la bolsa de acción del Caribe del este. Es también poseedor de la industria fabril ligera más grande del Caribe del este. Los hoteles y recursos en esta isla, especialmente en Frigate Bay, son responsables del ingreso de moneda extranjera al país. La fábrica de azúcar cerró en 2005, luego del derrumbe de precios de la misma.

## Puertos
Saint George Basseterre es portador de dos puertos de Saint Kitts, Port Zante y Deep Water Harbour.

## Festivales
Sainto George Basseterre es sede de tres festivales comunitarios, Newtown Fest, Gut O'Rama y Village O'Rama. Newtown Fest se realiza en Basseterre del este, centrado principalmente alrededor de la comunidad de Newtown, en una de las salas más viejas de la ciudad de Basseterre. Celebrados a mediados de septiembre, ofrecen desfiles de belleza principalmente. Gut O'Rama es un festival anual llevado a cabo en Basseterre central, con la mayoría de las actividades situadas en el área de Westbourne Ghaut.
El otro festival de la comunidad en Basseterre es el más viejo y el festival más grande de la comunidad de St. Kitts, Village O'Rama. Celebrado a principios de diciembre, posee similareas características a la de los otros festivales mencionados.

## Proyectos futuros
La sección al este del valle de Basseterre (cerca de 2 millas cuadradas) debe ser convertido en un parque nacional, en tentativa de proteger el sistema del acuífero debajo de él.
Los proyectos futuros para el turismo se centran en profundizar el turismo en Great Salt Pond y sus alrededores, al sur de la isla de esta parroquia. Los progresos del chalet están también en los trabajos sobre las varias colinas y los cantos en la península, tan bien como un parque del delfín en la bahía del Friar del sur.
- Datos: Q1540744
- Multimedia: Saint George Basseterre / Q1540744